# Rio Gurnia
O Rio Gurnia é um rio da Romênia, afluente do Tismana, localizado no distrito de Gorj.